# Tellavision
Tellavision ist das Musikprojekt der in Berlin lebenden Sängerin, Songwriterin und Produzentin Fee Kürten.

## Karriere
Erste Bekanntheit erlangte sie mit einem Auftritt bei dem Appletree Garden Festival im Jahr 2012, bei dem sie neben Künstlern wie Metronomy, Kat Frankie und Johnossi auftrat. Ihr Debüt Music on Canvas veröffentlichte sie im Jahr 2011 über das US-Label Feeding Tube Records. Ihr letztes Album Add Land erschien auf dem deutschen Avantgarde-Label Bureau B. Es wurde von der Süddeutschen Zeitung als eines „der spannendsten Pop-Alben“ des Jahres 2019 gefeiert.
Des Weiteren kooperierte sie bereits mit Künstlern wie Derya Yildirim, Felix Kubin, Thies Mynther, Tobias Levin, Gloria Endres de Oliveira, Echo und Brother May.
2023 benannte sie sich, mit ihrer neuen Albumveröffentlichung auf Duchess Box Records, in TEll A ViSiON (Tellavision) um. Es entsteht hierzu auch eine neue Spotify-Seite.

## Biografie
Tellavision lebte mehrere Jahre in Kalifornien (USA), wo sie auch ihr erstes Album Music on Canvas schrieb. Das Album wurde später über das US-Label Feeding Tube Records, die u. a. Thurston Moore unter ihren Künstlern verzeichnen, veröffentlicht. Sie zog 2014 nach Boston, um an der SMFA zu studieren. Dort schrieb sie die Lieder ihrer dritten Platte: The Third Eye und tourte mit Konzerten an der Ostküste der Vereinigten Staaten. Seit 2019 lebt und arbeitet sie in Berlin.

## Musikstil
Tellavision spielt eine Mischung aus Krautrock und Synthiepop, der vor allem aus elektronischen Instrumenten generiert wird. Während sie im Studio meist Software nutzt, verwendet sie auf der Bühne diverse Instrumente, wobei sie in den Anfängen auch einen Schuhkarton als Große Trommel und eine Terpentindose als Snare verwendete. Ihre Musik bezeichnet sie selbst als „Hardware Post Pop“.
Ihr Bestreben ist es, ein eigenes Musikgenre zu erfinden, welches sich aus den musikalischen Einflüssen ihrer Jugend sowie ihren eigenen Soundvorstellungen zusammensetzt.
Ihr erstes Album wird dem Musik Lo-Fi Sound zugeordnet. Gleichzeitig ist der Sound von Tellavision mit Hi-Fi-Bässen und komplexer Rhythmik aufgeladen sowie (vor allem auf dem zweiten und dritten Album) stark von eingespielten Samples und Loops beeinflusst, sodass durch diese musikalische Kombination ein multidimensionaler Klang entsteht. Das vierte Album, Add Land, hebt den Einfluss von Krautrock in ihre Musik hervor. Hier spielt der Schlagzeuger Robert Kretzschmar mit. Ihr Stil lässt sich dem experimentellen Indie-Pop, mit Einflüssen von Trip-Hop, Kraut und Post-Punk zuordnen.

## Diskografie

### Alben
- Music on Canvas (Blooha UnLtd. & Feeding Tube Records, 2011)
- Funnel Walk (Blooha UnLtd., 2014)
- The Third Eye: Easy Tikky Tab/Cryptic Snash Man (Karlrecords, 2015)
- JUX TAP O (Blooha UnLtd., 2016)
- Add Land (Bureau B & Feeding Tube Records, 2019)
- TEll A ViSiON (Duchess Box Records, 2023)

### Singles und EPs
- We Love the Omniscient Narrator (EP, Blooha UnLtd.,2011)
- Cake – with Touchy Mob (Split-EP, Blooha UnLtd. & Swantow Labsal 2013)
- 15 Miles (Single, Blooha UnLtd., 2014)
- Tellaoke  – Tellavision & Niedervolthoudini (EP, Blooha UnLtd., 2015)
- His-Story (Single, Blooha UnLtd., 2015)
- Hayda/Katschma – Tellavision & Derya Yildirim (7", Hanseplatte Records, 2017)
- Projector Running (Single, Bureau B, 2019)[9]
- Salty Man (Single, Bureau B, 2019)[10]

## Belege
1. ↑  Jan Paersch: Album „Add Land“ von Tellavision: Die moderne Schwimmerin. In: Die Tageszeitung: taz. 15. April 2019, ISSN 0931-9085 (taz.de [abgerufen am 26. September 2020]).
2. ↑  Andreas Borcholte: Abgehört: Tellavision, Mine, Anderson .Paak, Loyle Carner. Der Spiegel, abgerufen am 3. September 2020.
3. ↑  The Chemical Brothers: No Geography. In: FOCUS Online. Abgerufen am 3. September 2020.
4. 1 2  Album „Add Land“ von Tellavision: Die moderne Schwimmerin. In: taz. 15. April 2019, ISSN 0931-9085 (taz.de [abgerufen am 3. September 2020]).
5. ↑  Zeitgeist-Pop. In: Süddeutsche Zeitung. Abgerufen am 3. September 2020.
6. ↑  Dieter Teinert: Tellavision - The Third Eye - KR031. Abgerufen am 9. August 2021 (deutsch).
7. ↑  TELLAVISION RULES. Abgerufen am 9. August 2021 (amerikanisches Englisch).
8. ↑  Tellavision — "Unimperative". 25. September 2015, abgerufen am 9. August 2021 (amerikanisches Englisch).
9. ↑  Tellavision – ‚Projector Running‘. In: Nothing but Hope and Passion. 14. Februar 2019, abgerufen am 3. September 2020 (englisch).
10. ↑  LINE OF BEST FIT - Tellavision’s “Salty Man” uses analogue synths to send her uncomfortable social message. Abgerufen am 3. September 2020 (englisch).